# تپه رازآور جعفرآباد
تپه رازآور جعفرآباد مربوط به دوره سلجوقیان است و در شهرستان کرمانشاه، بخش مرکزی، دهستان میان دربند، ۴۰۰ متری جنوب غرب روستای جعفرآباد، ساحل چپ رودخانهٔ رازآوران واقع شده و این اثر در تاریخ ۲۵ آبان ۱۳۸۷ با شمارهٔ ثبت ۲۳۸۵۶ به‌عنوان یکی از آثار ملی ایران به ثبت رسیده است.